# Richard Schenz

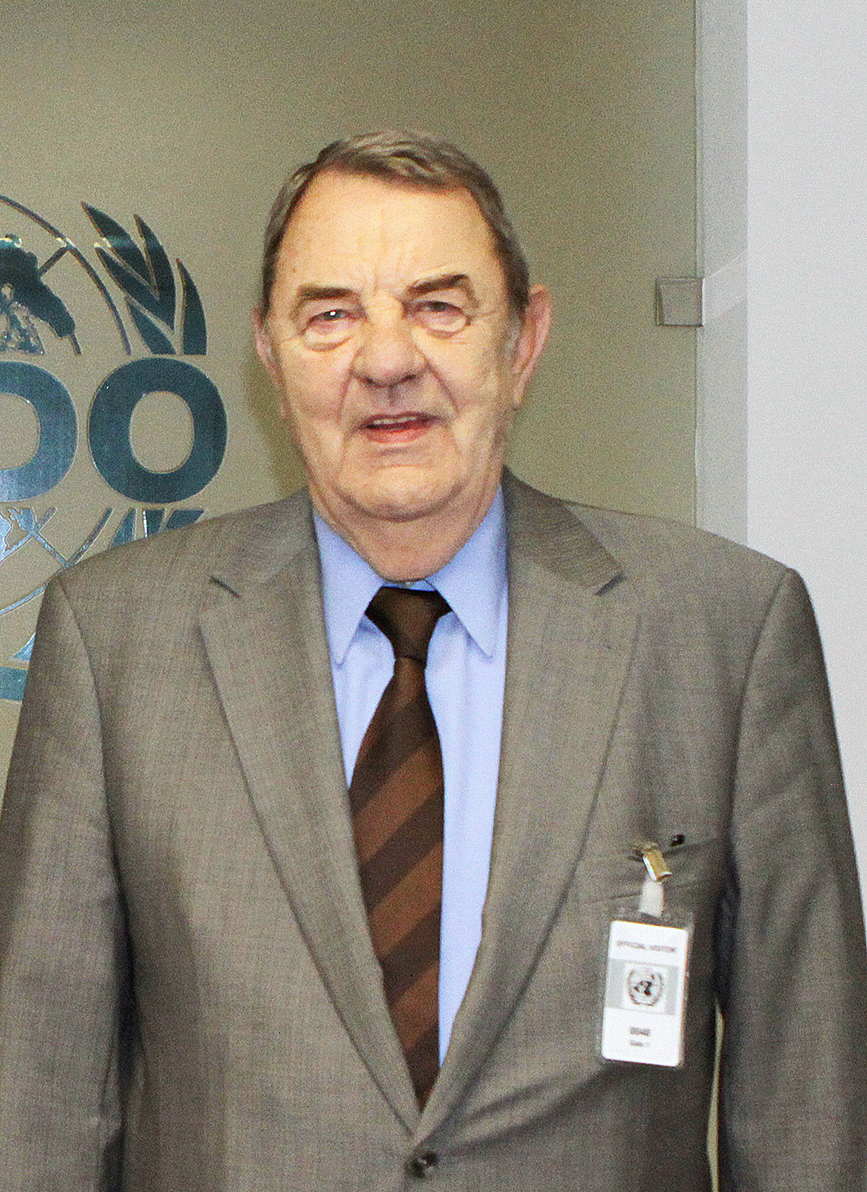
Richard Schenz (2014)

Richard Schenz (* 25. Jänner 1940 in Wien; † 1. März 2023 in Gießhübl) war ein österreichischer Manager. Von 1992 bis 2001 war er Vorstandsvorsitzender und Generaldirektor des österreichischen Mineralölkonzerns OMV und von 2002 bis 2012 Kapitalmarktbeauftragter der österreichischen Bundesregierung bzw. des Finanzministeriums. Von 2000 bis 2022 war er Vizepräsident der Wirtschaftskammer Österreich (WKO).

## Leben
Richard Schenz besuchte die Fachrichtung Elektrotechnik an der HTL Wien 10, wo er 1959 maturierte. Anschließend begann er ein Studium der Technischen Physik an der Technischen Hochschule Wien (TH Wien), das er 1964 als Diplomingenieur abschloss. Seine Diplomarbeit auf dem Gebiet der Kernphysik verfasste er  im Reaktorzentrum Seibersdorf. Von 1965 bis 1967 war wissenschaftlicher Mitarbeiter am Ludwig-Boltzmann-Institut für Festkörper in Wien, 1967 promovierte er an der TH Wien zum Dr. techn., seine Dissertation schrieb er auf dem Gebiet der Tiefentemperatur und Festkörperphysik. 1968 war er Assistent am Institut für Angewandte Physik der TH Wien.
1969 begann er bei der Österreichischen Mineralölverwaltung (ÖMV) in der Technischen Computerabteilung, ab 1971 war in der Produktionsplanung und mit dem Raffinerie-Ausbau beschäftigt. 1979 wurde er Leiter der Produktionsplanung, 1985 wurde er zum Direktor ernannt. 1988 wurde er zum Mitglied des Vorstandes der ÖMV Aktiengesellschaft bestellt, wo er für die Bereiche Erdölverarbeitung und Petrochemie verantwortlich war. 1990 wurde er stellvertretender Vorstandsvorsitzender und stellvertretender Generaldirektor, 1992 folgte er Siegfried Meysel als Generaldirektor und Vorstandsvorsitzender der ÖMV nach. 2001 wurde Schenz in dieser Funktion von Wolfgang Ruttenstorfer abgelöst. Anschließend hatte er einen einjährigen Konsulentenvertrag mit der OMV.
2002 wurde er auf Vorschlag des Bundesministeriums für Finanzen Regierungsbeauftragter für den Kapitalmarkt und Vorsitzender des Österreichischen Arbeitskreises für Corporate Governance. Von 1992 bis 2001 fungierte er außerdem als Vorsteher des Fachverbandes der Erdölindustrie, von 1996 bis 2002 war er Präsident der Landesgruppe Wien der Industriellenvereinigung. 2000 wurde er Vizepräsident der Wirtschaftskammer Österreich, 2001 Präsident der ICC Austria.
Von 2003 bis 2008 war er Mitglied des Universitätsrates der Montanuniversität Leoben. Schenz ist seit 2003 Mitglied des Aufsichtsrates der Feratel Media Technologies AG, seit 2007 auch der BIOLUX GmbH und der PEG MedAustron GmbH. 2006/07 war er Mitglied des Aufsichtsrates der Bawag P.S.K. und von 2006 bis 2011 Aufsichtsratsvorsitzender der Swietelsky-Baugesellschaft.
Von 2007 bis 2012 fungierte er als Vorsitzender der Qualitätskontrollbehörde für Abschlussprüfer und Prüfungsgesellschaften. 2009 wurde er Präsident der Österreichisch-Arabischen Handelskammer und 2012 auch Präsident der Österreichisch-Kasachischen Gesellschaft. Im November 2015 wurde er in Nachfolge von Ludwig Scharinger zum Präsidenten der Österreichisch-Russischen Freundschaftsgesellschaft (ORFG) gewählt. Ab 2016 war er Österreichischer Regierungskommissär für die Weltausstellung in Astana 2017. Im September 2020 folgte ihm Maximilian Christoph Habsburg-Lothringen als Präsident der ORFG nach. Schenz und Vizepräsident Christoph Matznetter verließen 2020 die ORFG und gründeten 2021 das Forum Österreich-Russland, dessen Präsident Schenz wurde, Matznetter wurde erneut Vizepräsident. 2022 folgte ihm Wolfgang Hesoun als Vizepräsident der WKO nach.
Schenz starb am 1. März 2023 im Alter von 83 Jahren.

## Auszeichnungen
- 1992: Verleihung des Berufstitels Kommerzialrat[1]
- 1996: Ehrensenator der Technischen Universität Wien[1]
- 1999: Großes Silbernes Ehrenzeichen mit dem Stern für Verdienste um die Republik Österreich[1][12]
- 2002: Goldenes Komturkreuz des Ehrenzeichens für Verdienste um das Bundesland Niederösterreich[2]
- 2008: Ehrenbürger der Montanuniversität Leoben
- 2012: National Order of Merit – Honorary Companion[13]

## Publikationen
- 2012: Corporate Governance in Österreich: zum 10-jährigen Bestehen des Österreichischen Corporate Governance Kodex, gemeinsam mit Michael Eberhartinger, Bank-Verlag, Wien 2012, ISBN 978-3-85136-102-5